# Insulamon
Insulamon is een geslacht van kreeftachtigen uit de klasse van de Malacostraca (hogere kreeftachtigen).

## Soorten
- Insulamon johannchristiani Freitag, 2012
- Insulamon magnum Freitag, 2012
- Insulamon palawanense Freitag, 2012
- Insulamon porculum Freitag, 2012
- Insulamon unicorn Ng & Takeda, 1992